# Kastell Anderitum

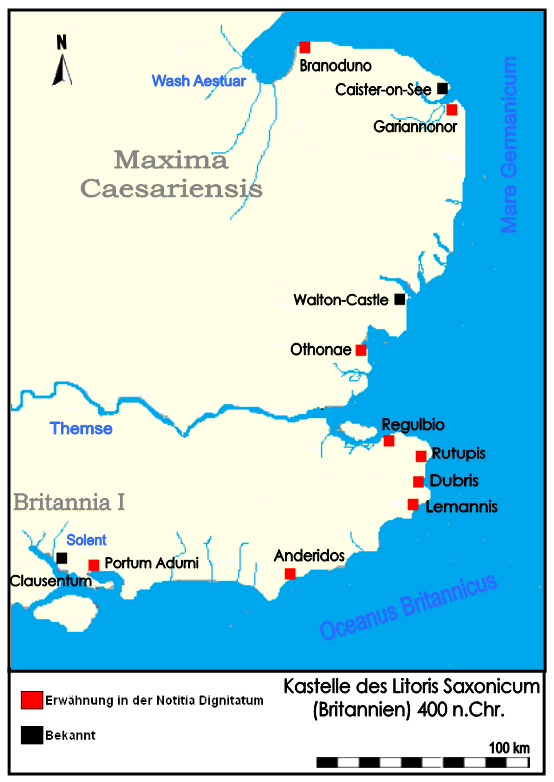
Die Sachsenküstenkastelle um 400 n. Chr.

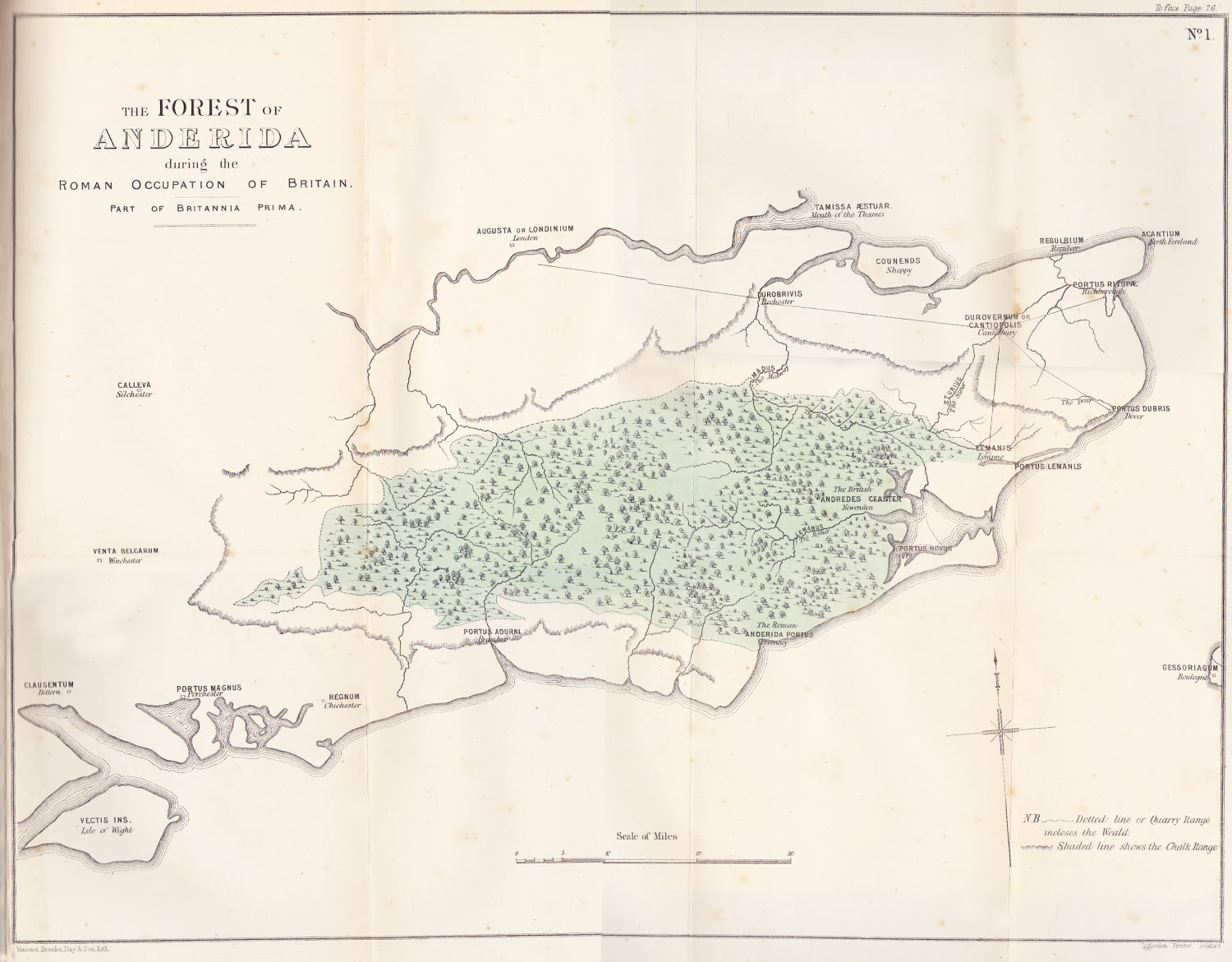
Karte des Andredsweald von Robert Furley (1871)

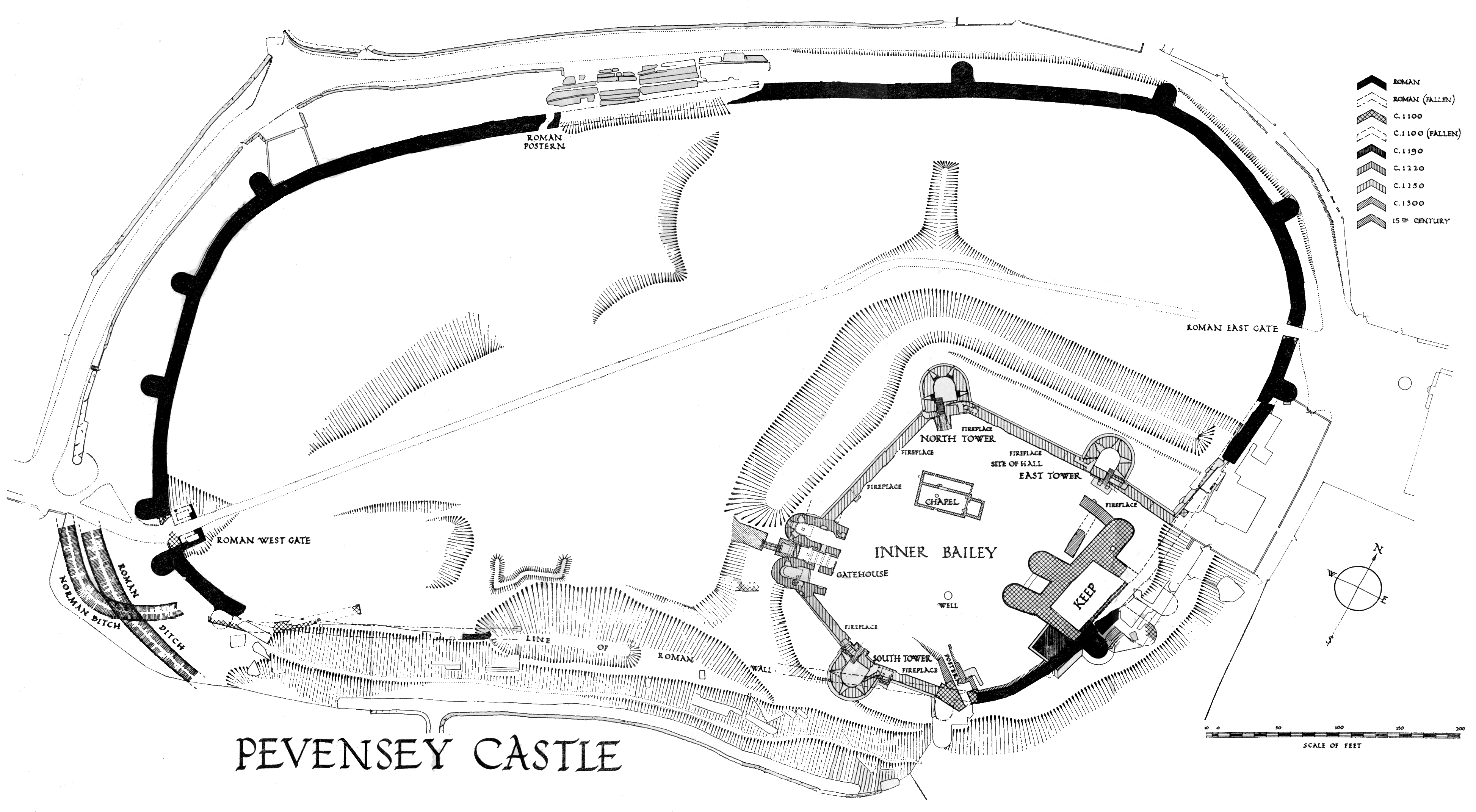
Plan des römischen Kastells und der normannischen Burg

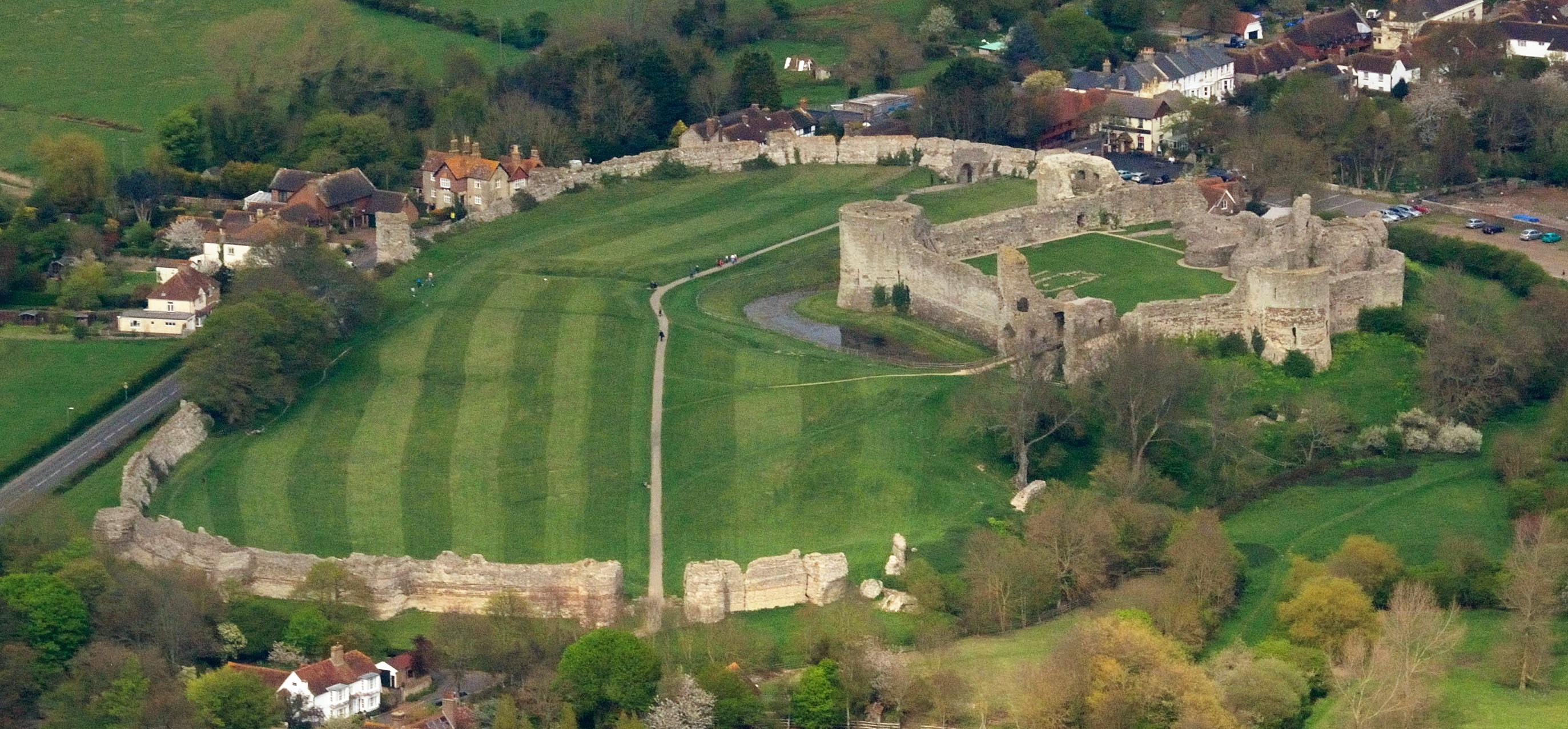
Luftaufnahme des Kastellareals

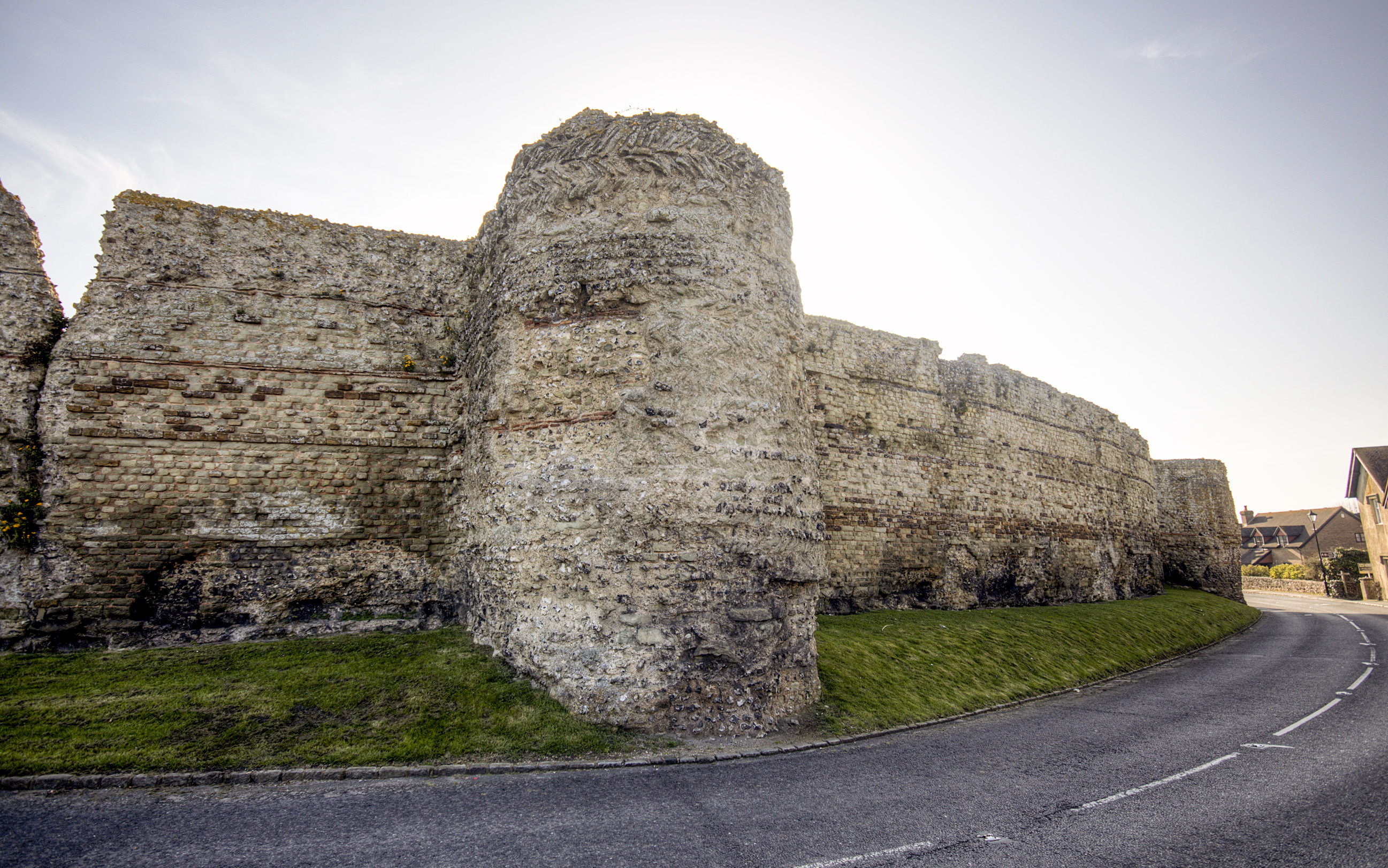
Turm an der Ostmauer des Kastells, an diesem Teil der Mauer sind von den Normannen vorgenommene Reparaturen zu sehen

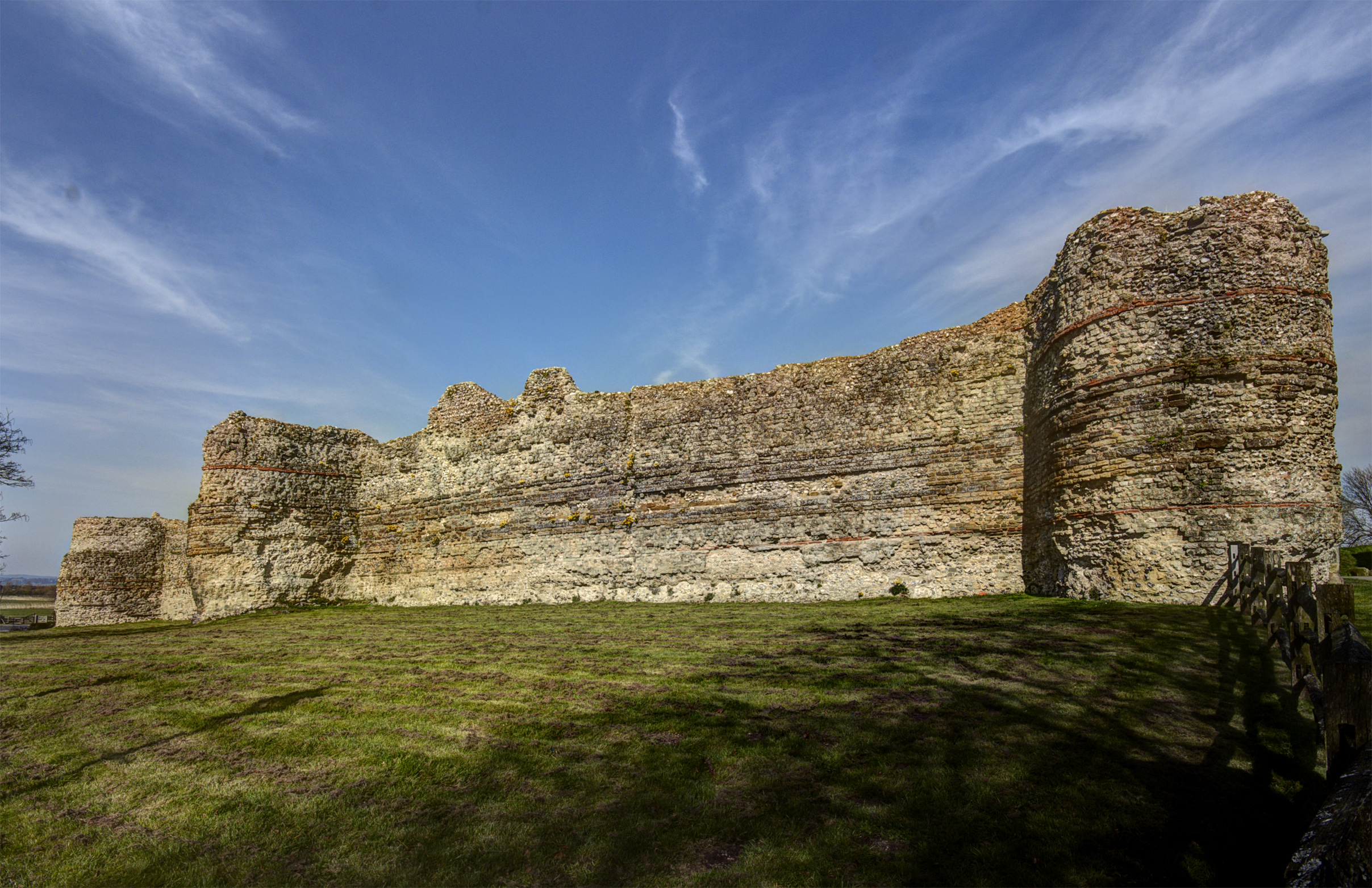
Westmauer mit Hufeisentürmen, Zinnen und Ziegelbändern

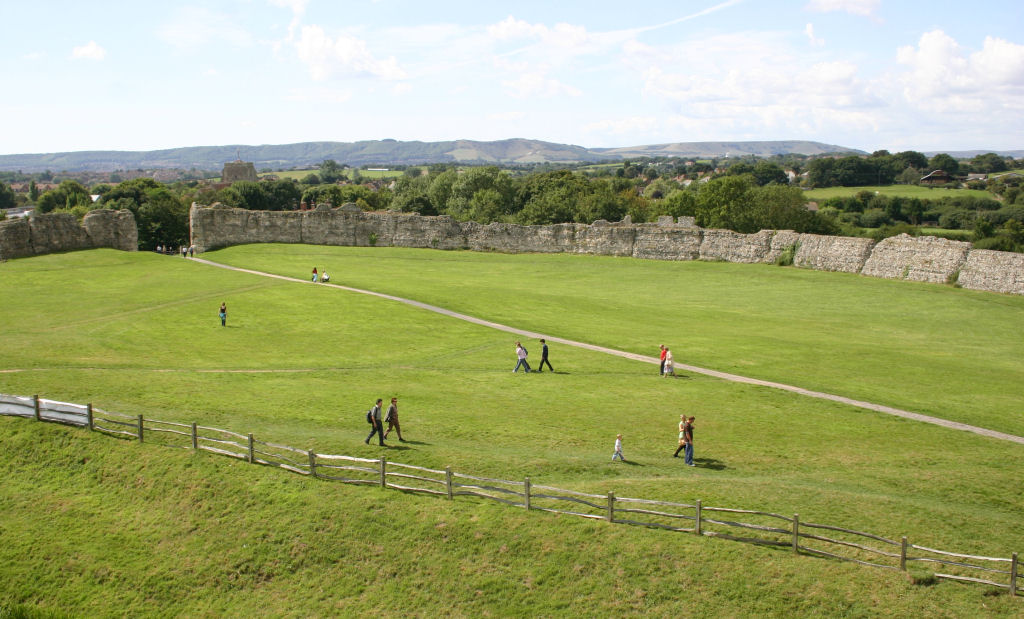
Nordwestwall mit Westtor

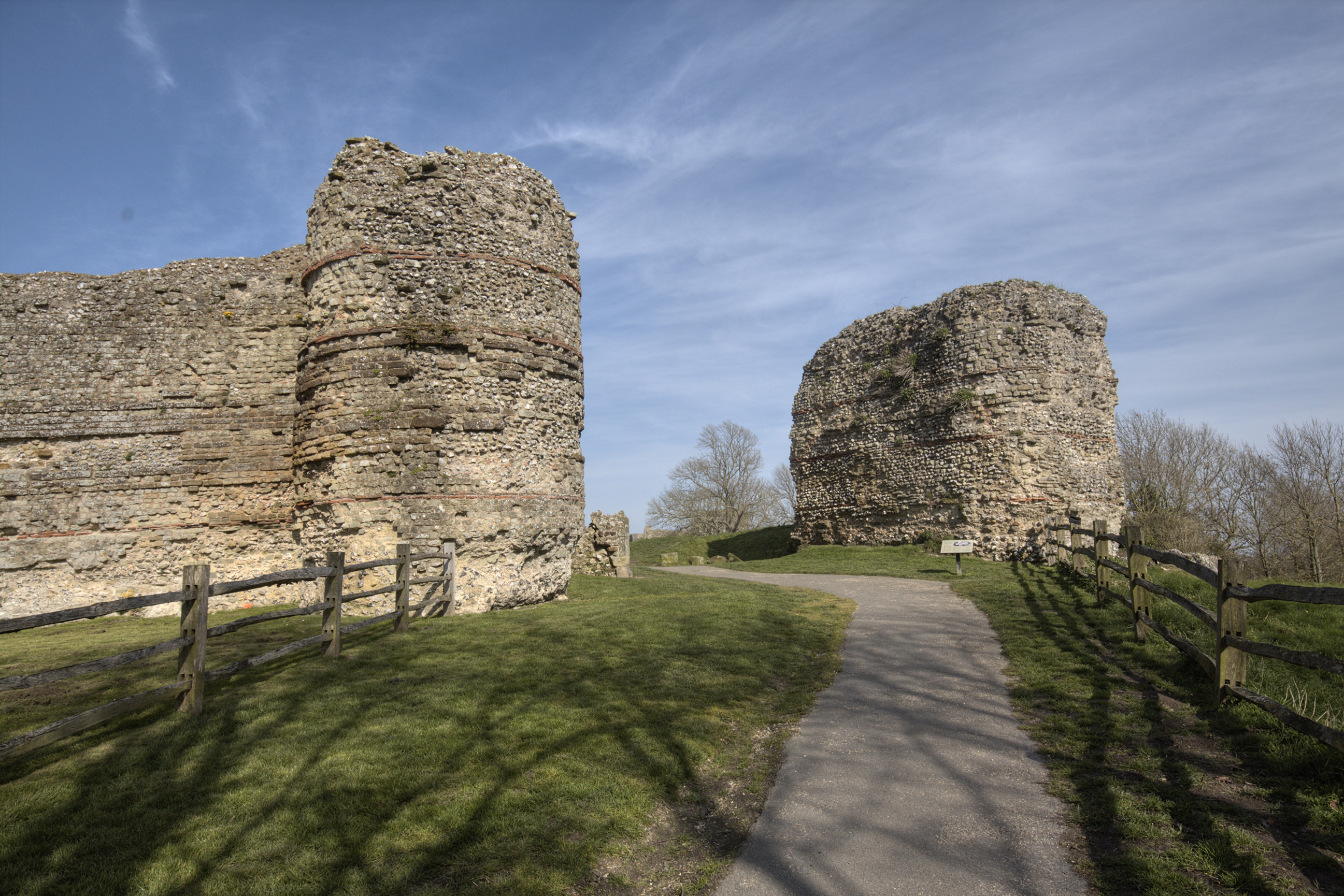
Ansicht Westtor

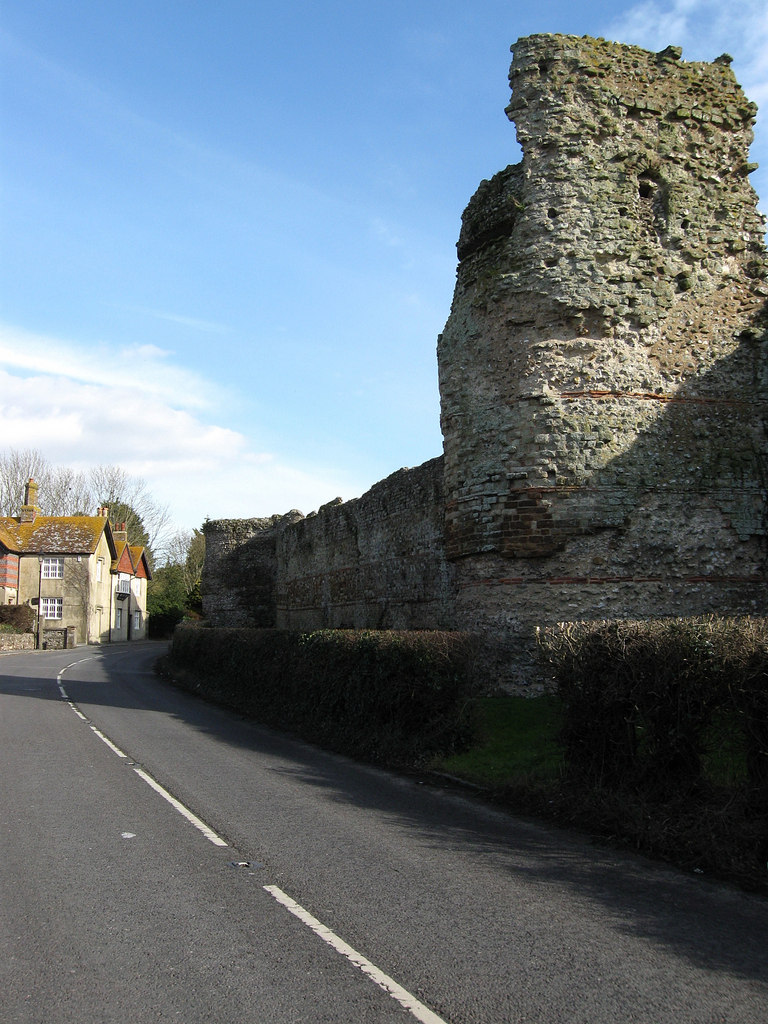
Abschnitt des NW-Wall an der Castle Road

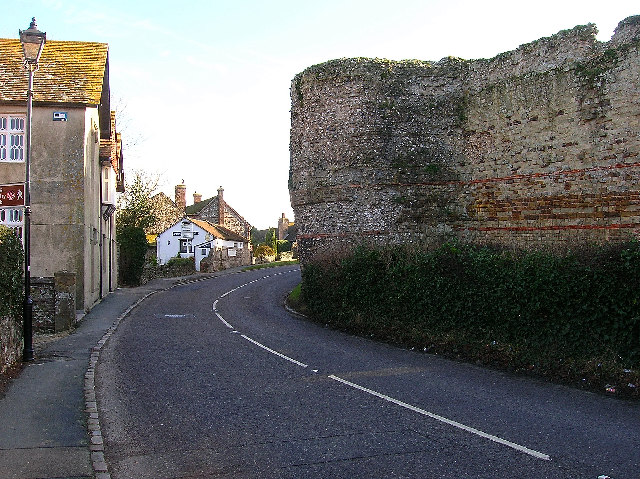
Hufeisenturm an der NW-Mauer (Castle Road)

Eingestürzte Mauer am NW-Wall

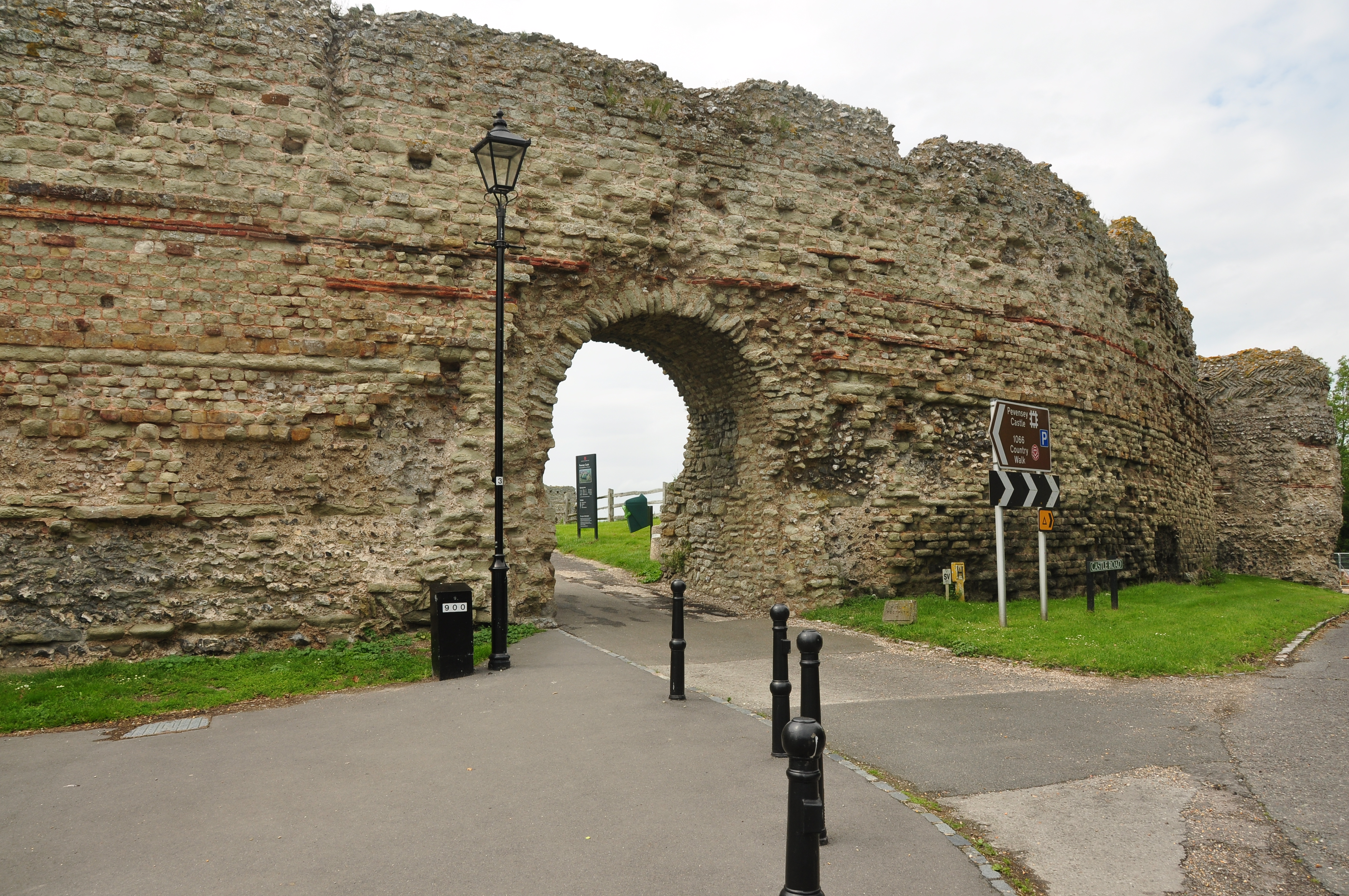
Blick auf das Osttor

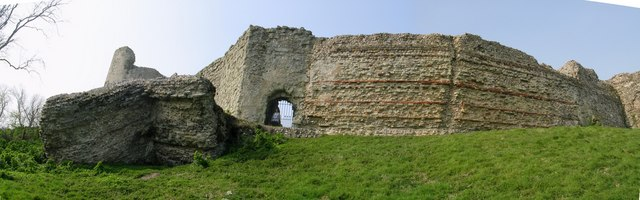
Rest des Südostwalls

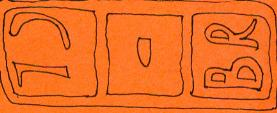
Ziegelstempel der Classis Britannica

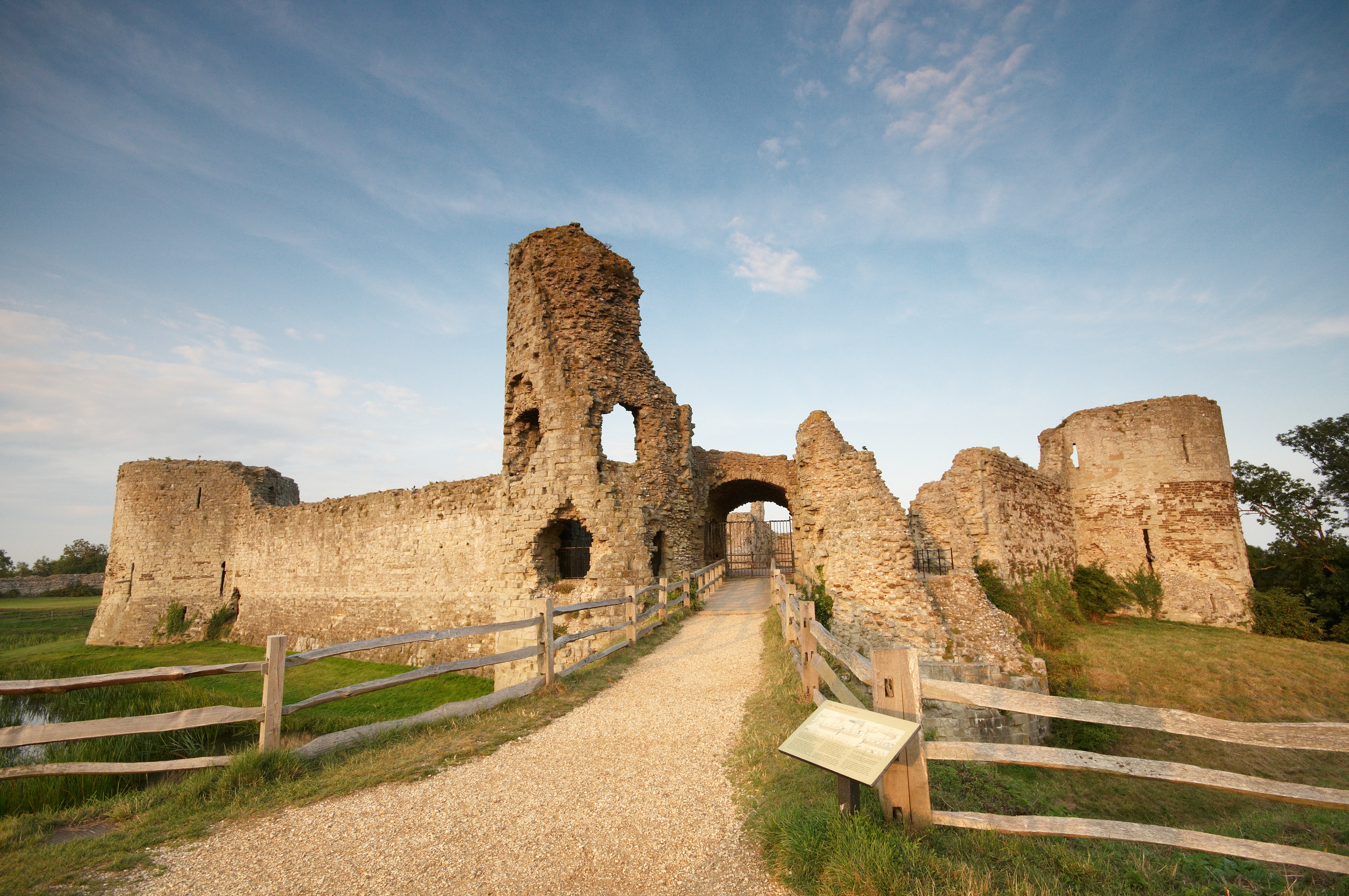
Blick auf das Haupttor der normannischen Burganlage

Anderitum war ein Limitaneikastell und Flottenstützpunkt der Classis Britannica am Limes der britischen „Sachsenküste“, dessen Überreste haben sich rund um die Burg Pevensey Castle beim heutigen Pevensey im County East Sussex, England erhalten.
Anderitum ist das flächenmäßig größte der Sachsenküstenkastelle. Seine Besatzung sollte Plünderungszüge oder Einwanderungsversuche der Sachsen, Jüten und Angeln verhindern. Nach dem Ende der Römerherrschaft über Britannien, im frühen 5. Jahrhundert, wurde es vorübergehend zu einem Zufluchtsort für die brito-romanische Zivilbevölkerung, bis es 491 n. Chr. von den Sachsen gestürmt wurde. Das Kastell war 1066 Schauplatz der Landung von Normannenherzog Wilhelm dem Eroberer, der später innerhalb der römischen Festung eine Burg erbauen ließ. Elizabeth I. nutzte das Kastell als Waffenplatz zur Verteidigung gegen die spanische Armada. Im Zweiten Weltkrieg wurden in die normannischen Ruinen Bunkeranlagen als Vorbereitung zur Abwehr einer deutschen Invasion eingebaut.

## Name
Das Kastell wird in der Notitia Dignitatum als Anderidos genannt, es scheint zwischen den Eintragungen für Rutupiae (Richborough, Kent) und Portus Adurni (Portchester, Hampshire), auf und wird letztmals beim Geograph von Ravenna um 700 erwähnt, dort unter dem Namen Anderelio, neben Iacio Dulma (Towcester, Northamptonshire) und Mutuantonis, einer bis heute nicht lokalisierten Station in Süd-Ost-England. Die Angelsachsen nannten die Stätte Andredes ceaster oder Andred. Vermutlich ein Personenname ähnlich wie Ēanrēd. Der Wald, der sich etwa 200 Kilometer von hier bis Dorset erstreckte, war als Andredsweald bekannt und reichte dort bis an die Küste. Später war dieser Ort auch als Caer Ponsavelcoit (bei Nennius) oder Pefele (Pefe's-Insel) bekannt. Im 6. Jahrhundert wurde das Areal auch als Desertum Ondred (die Ödnis von Ondred) bezeichnet.

## Lage
Das Kastell befindet sich auf einer kleinen Halbinsel oberhalb der Küstenmarschen, von dem aus man gut die flache Landschaft rund um Pevensey überblicken kann. In der Antike war der Standort des Kastells noch an drei Seiten von Wasser oder Salzmarschen umgeben, die bis Hailsham reichten. Nur im Westen war er über eine schmale Landbrücke mit dem Festland verbunden. Aus den Marschen ragen bei Flut einige trockene Plätze heraus, die heute Rickney, Horse Eye, North Eye und Pevensey heißen – Ortsnamen, die auf -eye enden, bedeuteten im Altenglischen „Insel“. Heute steht die Ruine etwa einen Kilometer landeinwärts.

## Funktion
Das Kastell schützte eine große, sich Richtung Nordosten erstreckende Ankerbucht. Abgesehen von Fragmenten einiger Ziegelstempel der Classis Britannica aus dem 2. oder 3. Jahrhundert, die einen vorangegangenen Betrieb als Flottenstation oder geschützten Ankerplatz annehmen lassen, begann die militärische Nutzung des Areals wohl erst ab der Zeit der Usurpation des Carausius. Ziel war, so die Lücke in der Festungskette zwischen Portus Adurni (Portchester) und Portus Lemanis (Lympne) zu schließen. Nach Auflösung der römischen Militär- und Zivilverwaltung in Britannien wurde das Kastell als befestigte Zivilsiedlung (oppidum) genutzt.

## Straßenverbindungen
Zwischen 1929 und 1949 wurde der Verlauf einer römischen Straße untersucht, die vom Kastell ausgehend nach Westen verlief. Sie begann am Westtor und führte von dort aus nach Süd-West zu einem Friedhof vor einer Senke, in der der Hafen des Kastells vermutet wurde. Die Straße führte in weiterer Folge Richtung Nord-West, kreuzte die heutige Autostraße Pevensey-Eastbourne (B2191) und folgte dann dem Verlauf der Peelings Lane bis Stone-Cross, von wo sie nach Westen Richtung Polegate abschwenkte.

## Forschungsgeschichte
Die ersten Beobachtungen wurden 1710 gemacht, als man beim Bau einer Wasserleitung für Pevensey entdeckte, dass die Kastellmauern auf noch perfekt erhaltenen Piloten standen.
Die ersten wissenschaftlichen Ausgrabungen wurden zwischen 1853 und 1858 von Mark Anthony Lower und Charles Roach Smith am Westtor in Angriff genommen. Bei diesen Grabungen kamen hauptsächlich Dachziegelbruch des Torbaues, ein Amulett, eine Münze aus der Zeit Konstantins I. und zwei Säulenfragmente zum Vorschein. Man entdeckte dabei auch, dass der Innenbereich des Kastells zur Planierung mit Lehm aufgeschüttet worden war, sodass das Bodenniveau hier deutlich höher lag als außerhalb der Kastellmauern. Daran anschließend wurde auch das Osttor untersucht. Im NW und NO wurden zusätzlich eine Reihe von Suchgräben ausgehoben, um mehr Klarheit über die Beschaffenheit der Innenbebauung zu gewinnen. Hier kamen aber wiederum hauptsächlich Keramik, Münzen und Dachziegelbruch zum Vorschein, Gebäudereste konnten keine entdeckt werden. Abschließend wurden die eingestürzten oder vollkommen verschwundenen Sektionen der Umwehrung im N und S untersucht. Die südlichen Abschnitte waren entweder beim Bau der normannischen Festung abgerissen oder durch Hangrutschungen zerstört worden; die Gründe, die zum Verlust der nördlichen Mauerteile geführt hatten, konnten nicht geklärt werden. An der Nord- und Südseite konnten jeweils die Reste von zwei kleineren Ausfallpforten festgestellt werden.
Das spätrömische Kastell wurde erstmals von Louis F. Salzmann genauer untersucht, der die Ausgrabungen von 1906 bis 1908 leitete. Salzmann nahm 1906 vor allem die Bauart der Kastellmauern genauer in Augenschein. Er untersuchte in weiterer Folge auch das Areal um die Kastelltore, vermaß dabei u. a. den Durchgang des Osttores und bestimmte die Konstruktionsmerkmale der nördlichen Ausfallpforte. Im Nordsektor des Kastells, im Bereich der umgestürzten Wallsektionen, legte man einige Suchgräben an. Im Fundgut befanden sich insgesamt zwei Ziegel mit den Stempel der britannischen Flotte (CL-BR), diese könnten aber auch zweitverwendet worden sein und ursprünglich aus einer römischen Villa im nahegelegenen Eastbourne stammen. Neben einer geringen Anzahl menschlicher Schädel kamen bei den Grabungen noch Tierknochenfunde von Ochsen, Schafen, Gänsen, Pferden, Ebern, Hunden, Katzen, einigen Vogelarten und Fischen ans Tageslicht. Andere noch in diesem Jahr von Salzmann durchgeführte Sondierungsgrabungen erbrachten keine weiteren neuen Erkenntnisse, es fanden sich nur einige Mauerreste, die möglicherweise mit der Entstehung des Kastells in Verbindung standen. Nur römerzeitliche Keramik und Münzen aus dem 3. und späten 4. Jahrhundert n. Chr., kamen noch öfter zum Vorschein.
Zwischen 1936 und 1939 erforschten die Archäologen Frank Cottrill (1936), Burgess (1937) und B. W. Pearce (1938–1939) das Kastell. Cottrill grub u. a. am Osttor eine römische Straße aus dem 4. Jahrhundert n. Chr. aus, die zweimal erneuert worden war. Über der antiken Straße war auch noch die mittelalterliche Bepflasterung erkennbar. Die Straße war von Gebäuderesten und Abfallgruben aus angelsächsisch-normannischer Zeit flankiert. Cottrill untersuchte auch das Areal am Westtor, da dort die ersten Grabungen von Roach-Smith nur sehr oberflächlich durchgeführt worden waren. Die Befunde wurden nicht veröffentlicht. Malcolm Lyne wertete 1990 die Grabungsergebnisse aus und publizierte seinen Bericht erstmals in der Fachzeitschrift der Sussex Archaeological Society Library.

## Entwicklung
Pevensey spielte aufgrund seiner Lage in der englischen Geschichte oft eine herausragende Rolle. Die Geschichte dieses Ortes ist auch eng mit seiner normannischen Burg, Pevensey Castle, verbunden, die die Befestigungen des Kastells miteinbezog.
In der zweiten Hälfte des 3. Jahrhunderts begannen germanische Piraten vom Kontinent mit Überfällen auf den römischen Seehandel zwischen den Küsten Nordgalliens und dem südöstlichen Britannien. Ab dem Jahr 270 konnte die Classis Britannica die Piraten alleine nicht mehr in Schach halten. Um sie zurückzuschlagen, wurde unter anderem die Flotte vergrößert, gleichzeitig errichteten die Römer an der britischen Küste eine Kette von massiven Steinkastellen, in denen die neuen Flottenabteilungen stationiert wurden, um strategisch wichtige Flussmündungen oder natürliche Häfen – wie auch den von Pevensey – gegen solche Überfälle besser zu schützen.
Als nach Abzug der Römer im Jahr 410 der Druck der Angelsachsen auf Britanniens Küsten wuchs und sie langsam begannen, auch die fruchtbaren Lowlands zu übernehmen, flüchteten sich einige Romano-Briten in die Kastelle der Sachsenküste, die wohl größtenteils noch intakt geblieben waren. Dies schützte sie jedoch nur vorübergehend vor den Invasoren. Anderitum wurde im Jahr 491 von den Angelsachsen unter dem Befehl des ersten Königs von Sussex Ælle (477 bis 514) und seines Sohnes Cissa belagert und gestürmt. Es ist dies einer der seltenen überlieferten Berichte aus der Völkerwanderungszeit über die erfolgreiche Belagerung einer stark befestigten römischen Siedlung durch die Neueinwanderer. Die Angelsächsische Chronik berichtet vom vergeblichen Versuch, die Mauern gegen den Angriff der Sachsen zu verteidigen, und von der Massakrierung seiner Bewohner nach deren Eindringen in die Festung:

„Die Angelsachsen unter ihren Häuptlingen Ælle und Cissa belagerten Andredes ceaster und schlachteten jeden, den sie hier antrafen ab, so dass keiner der Briten überlebte“

Auch in stark befestigten Siedlungen waren die Romano-Briten offenbar nicht mehr sicher. Der entscheidende Grund für ihren Untergang war wohl, dass sie während des frühen 5. Jahrhunderts über den ansonsten nur schwer passierbaren Wehrgraben, der das Westtor vom Umland trennte, einen breiten Damm aufgeschüttet hatten und ihn dann möglicherweise nicht mehr, bzw. noch rechtzeitig entfernen konnten. Dieser erleichterte nun den Zugang zum Haupttor des Kastells und erschwerte somit noch zusätzlich die Verteidigung der Mauer, dies auch deswegen, da die Verteidiger wohl nicht zahlreich genug gewesen sein dürften, um alle gefährdeten Punkte zu besetzen. Es ist ungewiss, ob die Festung nach diesem tragischen Ereignis wieder besetzt wurde. Ab der Mitte des 6. Jahrhunderts dürfte das Kastell von sächsischen Siedlern bewohnt gewesen sein. Diese hinterließen Töpferwaren, Glas und noch andere Gegenstände die bei den Ausgrabungen geborgen wurden. In der späten angelsächsischen Periode etablierte sich Pevensey als Fischereihafen und Salzproduzent.
1042 ließ der angelsächsische König Harold Godwinson die Kastellruine erneut befestigen, unter anderem wurden hierzu innerhalb des römischen Mauerrings Gräben ausgehoben.
1066 wurde die Garnison wieder abgezogen und gegen die Norweger unter König Harald Hardraada, die inzwischen im Norden eingefallen waren, in Marsch gesetzt, so dass Wilhelm der Eroberer im September desselben Jahres mit seiner Armee dort ungehindert anlanden konnte. Nach der Normanneninvasion wurde die Festung Williams Halbbruder, Robert de Mortain, als Lehen übergeben, der eine kleine Siedlung außerhalb der römischen Mauern gründete und neue Befestigungsanlagen in die Kastellruine einbauen ließ. Dabei wurden ein Drittel des Kastellareals durch einen Palisadenwall abgeteilt und die verfallenen römischen Wälle in diesem Teil wieder instand gesetzt. Gleichzeitig oder nur wenig später wurde zusätzlich ein Wehrturm (Motte) errichtet.
1088 wurde die normannische Burg von Wilhelm Rufus belagert, erneut während des Bürgerkriegs um die Nachfolge Heinrichs I. (1135–1154), sowie ein drittes Mal 1264 von Simon V. de Montfort.
Königin Elisabeth I. befahl die Schleifung der Burg, doch wurde die Anordnung später widerrufen und sie weiter als Waffenplatz genutzt. Unter Oliver Cromwell wurde erneut – erfolglos – versucht, sie zu zerstören.
1942 wurden hier angesichts einer erwarteten deutschen Invasion von der englischen Heimatverteidigung (Home Guard) Flak- und Beobachtungsstellungen sowie eine Funkstation eingerichtet.

## Kastell
Aufgrund der außergewöhnlichen Form der Umwehrung nahm man lange an, dass die Befestigung um 340 errichtet worden war. Nach Münzfunden sowie Untersuchung und Datierung von Holzproben aus den Fundamenten der Mauer wurde der Bau allerdings mit ziemlicher Sicherheit schon um das Jahr 293 unter der Herrschaft des Usurpators Allectus in Auftrag gegeben. Mit einer Fläche von ca. 3,65 ha ist es eines der größten derartigen Bauwerke am Litus Saxonicum. Die ovale Form des Grundrisses passt sich exakt an die Konturen der damaligen Halbinsel an. Fast zwei Drittel des insgesamt 760 Meter langen Walles haben bis heute die Jahrhunderte relativ gut überdauert. Die Südostecke wurde später durch die normannische Wehranlage überbaut. Ein Erdrutsch zerstörte einen ca. 180 Meter langen Abschnitt der SO-Mauer. Von den umgestürzten Fragmenten des Mauerwerks wurden die meisten im Laufe der Jahre entfernt.
Man schätzt, dass zwischen 115 und 285 Mann über einen Zeitraum von max. fünf Jahren beim Bau des Kastells eingesetzt wurden. Sie dürften in mindestens vier Arbeitskommandos organisiert gewesen sein. Jede Mannschaft musste wohl einen Mauerabschnitt von etwa 20 Metern fertigstellen. Dies erkannte man an den exakt vertikalen Brüchen der einzelnen – teilweise schon umgestürzten – Segmente. Sie unterscheiden sich auch anhand der unterschiedlichen Anzahl der Ziegel- und Flintsteinreihen. Dies könnte bedeuten, dass während der Aufbauarbeiten gewisse Sorten von Material wohl nicht immer in ausreichender Menge zur Verfügung stand. Die Menge des für das Kastell benötigte Baumaterial war sehr groß, man schätzt, dass etwa 31.600 Kubikmeter an Steinen und Mörtel verarbeitet wurden. Es ist nicht bekannt, wie es zur Baustelle transportiert wurde, aber mit dieser Materialmenge hätte man etwa 600 Bootslasten oder 49.000 Wagenladungen befüllen können. Das wären rund 250 Wagen, gezogen von 1.500–2.000 Ochsen. Angesichts solch eines immensen Aufwands für den Landtransport erscheint es wahrscheinlicher, dass es stattdessen auf dem Seeweg herangebracht wurde. Aber auch für die römische Kanalflotte war dies zweifellos eine logistische Herausforderung. Man schätzt, dass dafür 18 Schiffe über einen Zeitraum von 280 Tagen eingesetzt wurden.

### Umwehrung
Die Befestigungsanlagen repräsentieren eine weitere Entwicklungsstufe der spätrömischen Militärarchitektur. Besonders die 4,6 Meter tiefen Fundamente wurden sehr sorgfältig und mit großer Sachkenntnis angelegt. Über vertikal in den Boden des Fundamentgrabens getriebene hölzerne Piloten aus Eichenholz wurde zunächst nacheinander eine Schicht Flintsteine, Lehm und zerkleinerte Kalksteine aufgebracht und festgestampft. Darüber legte man zwei hölzerne Plankenroste, deren Zwischenräume wieder mit Kalksteinblöcken aufgefüllt und danach zusätzlich mit Mörtel übergossen wurden, um das Fundament so gegen das Einsickern von Wasser zu schützen. So entstand eine äußerst stabile, aber noch genügend flexible Plattform, die in der Lage war, eine damals neuartige Massivmauer zu tragen, eine freistehende Gussmörtelkonstruktion mit Sandsteinverblendung ohne eine an der Rückseite aufgeschüttete, bis zum Wehrgang reichende Erdrampe. Dennoch konnte auch in Pevensey eine – allerdings nur sehr niedrige – Erdrampe nachgewiesen werden. Die Mauern ragen auch heute teilweise noch über 8 Meter auf; an der Basis 3,7–4,2 Meter dick, verjüngen sie sich stufenförmig bis zur Mauerkrone auf ca. 2,4 Meter. Der Wehrgang war mit Ziegelplatten ausgelegt. Die äußere Mauerverkleidung wird jeweils unten durch zwei horizontal verlaufende Sandsteinplatten- und weiter oben durch zwei Ziegelbänder unterbrochen, die die Grünsandsteinverblendung besser mit den Gussmörtelkern verbindet (Ziegeldurchschuss). Letzterer beinhaltet hauptsächlich vermörtelten Flintsteinbruch. Ein großes Problem ist die teils dichte Vegetation, die sich im Laufe der Jahre um die Ruine festgesetzt hat. An manchen Stellen ist das Wurzelwerk schon tief in das Mauerwerk eingedrungen und könnte dadurch irreversiblen Schaden anrichten. Wie bei vielen antiken Denkmälern wurden im Laufe der Jahrhunderte immer wieder Reparaturen an der Kastellmauer vorgenommen, wobei einige dieser Restaurierungsversuche besonders ambitioniert waren. Das Office of Works führte in den 1920er Jahren eine Reihe von Stabilisierungsmaßnahmen an der Mauerkrone durch, wofür stark zementhaltiger Mörtel verwendet wurde, was zu dieser Zeit als die beste Lösung angesehen wurde. Dieser Mörtel war jedoch für den verstärkten Abbau des angrenzenden Materials verantwortlich, das durch weicheren Kalkmörtel gebunden ist. In jüngster Zeit wurden Heißkalkmörtelmischungen getestet, um zu sehen, wie sie auf die salzhaltige Meeresluft reagieren.

### Tore und Türme
Insgesamt konnten drei Tore bestimmt werden: das stark befestigte Westtor, das Osttor und ein kleiner Durchlass an der Nordmauer. Die Existenz einer weiteren Pforte im nur noch sehr schlecht erhaltenen Südwall ist wahrscheinlich. Das Westtor ist eine weiterentwickelte Form des „Watergate“ im benachbarten Kastell Portus Adurni (Portchester). Es bestand aus einem zentralen, zweistöckigen Torhaus mit überwölbter Kammer, von der nur noch die Fundamente erhalten geblieben sind, der halbrund überwölbte Durchgang selbst misst ca. 2,75 m. Der hinter der Walllinie platzierte Torweg wird zusätzlich noch durch zwei auf massiven Gussmauersockeln stehende, doppelstöckige und ziegelgedeckte U-Türme flankiert, die etwa acht Meter voneinander entfernt standen. Diese Konstruktionsart erlaubte es den Verteidigern, das Feuer auf bis zum Tor vorgedrungenen Angreifer gleichzeitig von drei Positionen aus zu eröffnen. Wie auch die übrige Mauerkonstruktionen war das Tor aus Sandsteinblöcken aufgebaut, die mit vertikal verlaufenden Ziegel- und Sandsteinplatten verstärkt waren. Der Kern bestand auch hier hauptsächlich aus Flintstein. Das Tor an der östlichen Seite der Festung war nur sehr einfach gestaltet. Ursprünglich überspannte ein ca. 3 Meter breiter Torbogen den Eingang. Von hier aus gelangte man zum römischen Hafen, der heute durch das moderne Pevensey überlagert wird. Der erhaltene Torbogen stammt aus normannischer Zeit. Vor dem Tor konnten bei den Ausgrabungen noch Spuren einer hölzernen Brücke gefunden werden. Die 2 Meter breite Schlupfpforte an der nordwestlichen Außenmauer ist nicht mehr erhalten.
Der Wall wurde ursprünglich durch fünfzehn vorkragende, halbrunde Türme (Durchmesser etwa 5 Meter) mit massiven Gussmauersockeln und einen quadratischen Turm verstärkt, die in unregelmäßigen Abständen angebaut und auf die Enden des westlichen und östlichen Wallabschnittes konzentriert waren. Zehn dieser Türme sind bis heute erhalten geblieben.

### Gräben
Vor dem Westtor beobachtete Cottrill die Spuren römischer und mittelalterlicher (V-förmiger) Wehrgräben, die von Nord nach Süd verliefen. Die römischen, ca. 5,5 Meter breiten Exemplare umgaben das Kastell an drei Seiten, im Süden schützte das Meer das Lager. In normannischer Zeit waren nur die Torbereiche von Gräben umgeben. Da sie vor den Toren nicht unterbrochen waren, nimmt man an, dass sie einst von Holzbrücken überspannt wurden.

### Innenbebauung
Von der Innenbebauung konnten nur geringe Spuren beobachtet werden. Nach Ansicht der Ausgräber bestand sie wohl nur aus leicht vergänglichem Material. 1906 konnte Louis Salzmann durch seine Grabungen bestätigen, dass die Innenbebauung während der Romano-Britischen Periode hauptsächlich aus sehr einfachen Holzgebäuden mit Wänden aus Flechtwerk mit Lehmbewurf bestand. In den Bauten konnte eine Besatzung von bis zu 1.000 Mann, zusammen mit ihrem Vieh und Vorräten, untergebracht werden. Einige wurden mit Ziegelherden beheizt. Von den Ziegeln waren einige mit Stempeln der Classis Britannica versehen.

## Garnison
| Zeitstellung              | Truppenname                                  | Bemerkung |
| 4.–5. Jahrhundert n. Chr. | Numeri Abulcorum                             | In der Notitia Dignitatum wird für das spätantike Anderidos ein Praepositus, als Befehlshaber einer Abulcieinheit angegeben. Ein Praepositus war in früheren Zeiten noch der Kommandant einer Vexillation. Die Abulci selbst stammten ursprünglich wohl aus Abula in der Provinz Tarraconensis, die u. a. in der Geographica des Claudius Ptolemäus erwähnt wird. Heute ist diese Stadt unter dem Namen Avila im zentralen Hochland Spaniens bekannt. Es könnte sich bei dieser Einheit aber auch um Angehörige eines Germanenstammes gehandelt haben. Abulci werden auch als eine Einheit der Feldarmee (comitatenses) in Gallien und in einem Feldzug zur Unterdrückung der Rebellion des Magnentius in der Provinz Pannonia Secunda im Jahr 351 erwähnt. Eventuell waren es Foederaten, Krieger, die von verbündeten Barbarenstämmen angeworben wurden und im Idealfall unter den Befehl eines römischen Offiziers gestellt wurden. Es könnte sich aber auch um eine weitgehend autonome Truppe gehandelt haben. Verbände dieser Art waren lt. der Notitia auch in anderen Kastellen der Sachsenküste stationiert worden. Die Besatzung vom Anderitum zählte zu den Grenztruppen (Limitanei) des Comes litoris Saxonici per Britanniam. Man nimmt an, dass die militärische Aktivität dort bis ins 5. Jahrhundert ungebrochen anhielt. Der Numerus bestand in seiner Endphase wohl schon zum größten Teil aus germanischen Einwanderern. Da dieser Außenposten zu dieser Zeit wahrscheinlich nicht mehr aus staatlichen Magazinen versorgt wurde, bewirtschafteten sie mit ihren Familien meist kleine, steuerbefreite Höfe und stellten alles, was sie zum Leben benötigten, vor Ort her. |
| 4. Jahrhundert n. Chr.?   | Classis Britannica (die britannische Flotte) | Ob im Hafen des Kastells auch Einheiten der Kanalflotte lagen ist von zeitgenössischen Quellen nicht überliefert worden, aber aufgrund der Lage des Kastells doch sehr wahrscheinlich. |

## Inschriften
Römische Inschriften sind aus Pevensey keine bekannt geworden, allerdings wurden einige Ziegelstempel im Kastell gefunden. Es handelt sich dabei um Ziegelfragmente mit der Aufschrift CL BR (Classis Britannica) aus dem 2. oder 3. Jahrhundert.
1902 entdeckte der Amateurarchäologe Charles Dawson in Pevensey Castle Ziegel mit dem Stempel HON[orius] AVG[ustus] ANDRIA („Honorius Augustus, aus Andria“) und sah diese als Anzeichen für Renovierungsmaßnahmen in der Regierungszeit des Honorius (395–423). Spätere naturwissenschaftliche Untersuchungen bewiesen jedoch, dass diese Ziegel allesamt neuzeitliche Fälschungen sind.